# Carolina Morais
Carolina Martene Miranda Morais (født 13. april 1986 i Luanda, Angola) er en kvindelig angolansk håndboldspiller som spiller for Vipers Kristiansand og Angolas kvindehåndboldlandshold.